# Andrônico Asen Zaccaria
Andrônico Asen Zaccaria ou Asanes Zaccaria (m. 1401) foi um senhor franco do Principado da Acaia no sul da Grécia.

## Vida
Andrônico era filho de Centurião I Zaccaria e uma dama desconhecida da família búlgaro-bizantina de Asen/Asanes. Centurião foi um dos mais poderosos senhores do Principado da Acaia, sendo grão-condestável e senhor de Damala, Estamira, Chalandritza e Lisareia. Em algum momento em torno de 1386, Centurião morreu e Andrônico herdou a Baronia de Chalandritza e o título de grão-condestável da Acaia.
Ele casou-se com a filha do barão da Arcádia Erardo III, o Mouro, e quando o último morreu em 1388 sem um herdeiro masculino (seu único filho havia morrido jovem), Asen Zaccaria adicionou a Arcádia a seus domínios. Sendo, além disso, cunhado do vigário-general da Campanha Navarresa e mais tarde príncipe da Acaia (1396–1402), Pedro de São Superano, ele ocupou uma posição preeminente dentro do principado, a par apenas com o arcebispo latino de Patras.
Em 4 de junho de 1395, junto com São Superano, foi derrotado e capturado pelos gregos bizantinos do Despotado da Moreia, mas foi libertado em dezembro, depois dos venezianos pagaram um resgate de 50 000 hipérpiros para ele e São Superano. Em 1396, recebeu uma carta do papa Bonifácio IX, que estendeu a proteção papal sobre ele e instou-o para lutar contra a crescente ameaça dos turcos otomanos. Andrônico morreu em 1401, e foi sucedido pelo mais velho de seus quatro filhos, Centurião II Zaccaria, que em 1404 tornou-se o último príncipe da Acaia, reinando até sua deposição pelo Despotado da Moreia em 1430.

## Família
De seu casamento com uma dama desconhecida da família "o Mouro", Andrônico Asen teve quatro filhos:
- Centurião II Zaccaria (m. 1432), príncipe da Acaia em 1404–1430;
- Erardo IV Zaccaria;
- Benedito Zaccaria (fl. 1412–18);
- Estêvão Zaccaria (m. 1424), arcebispo latino de Patras em 1404–1424;